# Храм Рождества Пресвятой Богородицы (Монастырщино)
Храм Рождества Пресвятой Богородицы — храм Тульской епархии Русской православной церкви, расположенный в селе Монастырщино Тульской области и входящий в состав музея-заповедника «Куликово поле».

## История[1]
Храм впервые упоминается в приписях к окладным книгам Рязанской епархии в 1676 году. В 1698 году село в междуречье Дона и Непрядвы, в котором располагался храм, было приписано к Донскому монастырю в Москве, получив название Монастырщино (оно называлось также Рождествено, по названию церкви).
В приходе в 1676 году насчитывалось 32 двора, в 1790 году — уже 228. Приход и в XIX веке оставался одним из наиболее многочисленных в Епифанском уезде. В 1791 году в селе была построена деревянная церковь с приделом архистратига Михаила. В 1823 году в храме была выстроена новая колокольня, заменившая обветшавшую.
По преданию, храм в Монастырщино выстроен на месте захоронения погибших на Куликовом поле воинов. В XIX веке в связи с ростом интереса к истории Куликовской битвы на село обратили вниманиеː писатель Михаил Николаевич Макаров в 1826 году в книге «Село Рождествено-Монастырщина и Куликово поле» описал и легенду о стоящем на могилах воинов храме, и то, что царские врата церкви якобы были принесены в неё преподобным Сергием Радонежским. По его данным, в храме также хранились старинные расписные оловянные сосуды для причастия, Евангелие 1599 года и три почитавшиеся иконыː Христа, Богоматери и Иоанна Предтечи.
В 1855 году было принято решение о постройке новой каменной церкви из-за неудовлетворительного состояния деревянной, в 1859 году был составлен её проект. Однако закладка была отложена до 30 апреля 1865 годаː в феврале этого года жители Монастырщино решили выбрать новый проект, отличавшийся от задуманного.
В 1875 году была достроена колокольня (старый деревянный храм к этому времени был разобран и пущен на дрова).
К 500-летию Куликовского сражения, отмечавшемуся в 1880 году, был объявлен сбор средств на постройку храма, однако строительство завершить не удалось. В этом же году старый погост рядом с храмом, на котором, по преданию, хоронили воинов, был обнесён дубовым забором, на нём была построена часовня.
В 1883 году из своих личных средств на храм жертвовал император Александр III. К внутренней отделке храма приступили только в 1890 году. Главный же алтарь храма был освящён 30 сентября 1896 года.

### Храм в XX и XXI веке
Храм был закрыт и передан колхозу под зернохранилище в 1930-х годах. Древние Царские врата из алтарной преграды были изъяты как художественная ценность, перевезены в Москву и сохранены в Государственном историческом музее. В XXI веке храм, остававшийся закрытым до 2000-х годов, находится в совместном пользовании Русской православной церкви и музея-заповедника. Он принадлежит к храмам Тульской епархии, но не имеет постоянного прихода.

### Память о Куликовской битве
С 1901 года 8 сентября из храма проводился крестный ход к памятнику Куликовской битве на Красном холме. В XXI веке в храме появилась традиция ежедневного колокольного звона во время начала Куликовской битвы (11 часов) и во время окончания — в 14 часов.